# ستيفن هوبكينز
ستيفن هوبكينز (بالإنجليزية: Stephen Hopkins) (و. 1707 – 1785 م) من الآباء المؤسسين للولايات المتحدة، وكان حاكمًا لمستعمرة رود آيلاند ومزارع بروفيدنس، ورئيس قضاة محكمة رود آيلاند العليا، وموقعًا على الرابطة القارية وإعلان الاستقلال. ينحدر من عائلة بارزة في رود آيلاند، فهو حفيد ويليام هوبكنز الذي كان سياسيًا استعماريًا بارزًا. وكان جده الأكبر توماس هوبكنز مستوطنًا أصليًا لمزارع بروفيدنس، إذ أبحر من إنجلترا في عام 1635 مع ابن عمه بنديكت أرنولد الذي أصبح أول حاكم لمستعمرة رود آيلاند بموجب الميثاق الملكي لعام 1663.
تميز هوبكنز في طفولته بكونه قارئًا نهمًا، وطالبًا مجتهدًا في العلوم والرياضيات والأدب. أصبح مسّاحًا وعالم فلك وشارك في أخذ القياسات أثناء عبور كوكب الزهرة عام 1769. بدأ خدمته العامة في سن الثالثة والعشرين بصفته قاضيًا للسلام في بلدة سكيتوت المنشأة حديثًا في رود آيلاند. لم يلبث أن أصبح قاضيًا في محكمة النداءات المشتركة الدنيا، وشغل في بعض الأحيان منصب رئيس مجلس النواب ورئيس مجلس مدينة سكيتوت. ومارس خلال نشاطه في الشؤون المدنية نشاطاته الأخرى في إدارة مسبك الحديد والتجارة، إذ كان تاجرًا ناجحًا وصُوّر في لوحة جون غرينوود الساخرة قباطنة البحر يتدربون في سورينام والتي اشتُهرت في خمسينيات القرن الثامن عشر. عُيّن هوبكنز في مايو 1747 قاضيًا في محكمة رود آيلاند العليا، وعمل حتى مايو 1749. أصبح ثالث رئيس قضاة لهذه الهيئة في مايو 1751، وخدم حتى مايو 1755. انتُخب في عام 1755 لفترة ولايته الأولى حاكمًا للمستعمرة، وعمل بهذه الصفة لمدة 9 سنوات خلال 15 عامًا.
كان استخدام النقود الورقية بدلًا من العملة الصعبة من أكثر القضايا السياسية إثارة للجدل في عصره. دافع خصمه السياسي المرير صامويل وارد عن العملة الصعبة، بينما دافع هوبكنز عن استخدام النقود الورقية. اشتد التنافس بين الرجلين لدرجة أن هوبكنز رفع دعوى قضائية ضد وارد مقابل 40 ألف جنيه إسترليني، لكنه خسر القضية واضطر إلى دفع التكاليف. أصبح الخلاف بين الرجلين بحلول منتصف ستينيات القرن الثامن عشر مصدر إلهاء خطير لحكومة المستعمرة، وبإدراكهما لذلك، حاولا تهدئة بعضهما البعض، دون جدوى في البداية. وافقا في نهاية المطاف على عدم الترشح لمنصب عام 1768، وانتُخب جوزياس ليندون حاكمًا للمستعمرة كمرشح توافقي.
أصبح هوبكنز في عام 1770 رئيسًا للمحكمة العليا في رود آيلاند مرة أخرى، وخلال هذه الفترة لعب دورًا مهمًا في تعامل المستعمرة مع قضية جاسبي عام 1772، وذلك عندما صعدت مجموعة من مواطني رود آيلاند الغاضبين على متن سفينة إيرادات بريطانية وأحرقوها حتى خط الطفو. كُلّف في عام 1774 بمسؤولية إضافية مهمة كواحد من مندوبي رود آيلاند في المؤتمر القاري الأول، وكان منافسه السابق صامويل وارد هو المندوب الآخر. كان هوبكنز قد اشتُهر في المستعمرات الثلاثة عشر قبل عشر سنوات عندما نشر كتيبًا بعنوان حقوق المستعمرات المدروسة والذي انتقد فيه البرلمان البريطاني وسياساته الضريبية.
وقع هوبكنز على إعلان الاستقلال في صيف عام 1776 رغم تفاقم الشلل في يديه. ووقع عليه ممسكًا يده اليمنى بيده اليسرى قائلًا: «ترتجف يدي، لكن قلبي لا يرتجف». خدم في الكونغرس القاري حتى سبتمبر 1776، عندما اضطر إلى الاستقالة بسبب تدهور صحته. كان داعمًا قويًا لكلية المستعمرة الإنجليزية في رود آيلاند ومزارع بروفيدنس (التي سميت لاحقًا بجامعة براون) وأصبح أول عميد للمؤسسة. توفي في بروفيدنس عام 1785 عن عمر يناهز 78 عامًا ودفن هناك في مقبرة الشمال. أطلق على هوبكنز لقب أعظم رجل دولة في رود آيلاند. امتلك هوبكنز في عام 1774 ستة أو سبعة أشخاص مستعبدين، مما جعله من ضمن أكثر 5% امتلاكًا للعبيد في بروفيدنس في ذلك الوقت.

## النَسَب والنشأة
ولد هوبكنز في بروفيدنس في مستعمرة رود آيلاند ومزارع بروفيدنس، وهو الثاني من بين تسعة أطفال لويليام وروث (ويلكينسون) هوبكنز. برز جده ويليام هوبكنز بشكل كبير في الشؤون الاستعمارية، إذ عمل لأكثر من 40 عامًا كنائب من بروفيدنس، ومساعدًا، ورئيسًا لمجلس النواب، ورائدًا. كانت جدته أبيجيل ويبل هوبكنز ابنة مستوطن بروفيدنس جون ويبل، وشقيقة تاجر بروفيدنس الثري جوزيف ويبل، وعمة نائب الحاكم جوزيف ويبل الأصغر. كان جده الأكبر توماس هوبكنز، أحد أوائل المستوطنين في مزارع بروفيدنس. تيتّم توماس هوبكنز وترعرع على يد عمه ويليام أرنولد، وأبحر إلى نيو إنجلاند في عام 1635 مع أقاربه من عائلة أرنولد، بمن فيهم ابن عمه بنديكت أرنولد الذي أصبح أول حاكم للمستعمرة بموجب الميثاق الملكي لعام 1663.
قضى هوبكنز مرحلة نشأته في الجزء الشمالي المشجر من بروفيدنس المعروف باسم شومبست هيل، وهي المنطقة التي أصبحت سكيتوت في رود آيلاند. لم تكن هناك مدارس في هذه المنطقة، لكنه استكمل كتب العائلة بمجموعة صغيرة متداولة وزودته بمواد للقراءة، وقد استهلكها بنهم. يشير المؤرخ إيرفينغ ريتشمان إلى هوبكنز بصفة «التلميذ القريب والمجتهد، والذي يملأ كل ساعات فراغه بالقراءة». كتب جون ساندرسون عنه قائلًا: «لقد ربط نفسه في باكورة شبابه بدراسة الكتب والرجال». اكتسب هوبكنز مهارات المسح من جده صامويل ويلكنسون. استخدم مهاراته في المسح لتصحيح الشوارع وإنشاء خريطة لسكيتوت، وفعل الشيء ذاته فيما بعد لبروفيدنس. منحه والده 70 فدانًا (28 هكتارًا) من الأرض عندما كان في التاسعة عشرة من عمره لتعليمه تحمل المسؤولية كشاب، وأعطاه جده هوبكنز 90 فدانًا إضافية (36 هكتارًا).
اهتم هوبكنز بعلم الفلك والمساعي العلمية الأخرى أيضًا، وشارك في مراقبة عبور كوكب الزهرة عبر وجه الشمس في 3 يونيو 1769. حصل جوزيف براون على مجموعة كاملة من الأدوات اللازمة، بما في ذلك تلسكوب عاكس، ومكروميتر، وسدسيّة، ومرصد على تل في بروفيدنس (سمي فيما بعد «شارع العبور» تكريمًا للحدث). ساعد براون مجموعة ضمت هوبكنز وبنجامين ويست وآخرين ممن كانوا مهتمين بالعلوم. مكنهم الرصد من تحديد خط العرض لبروفيدنس بدقة (إلى أقرب ثانية قوسية)، وبعد ذلك حُدد خط الطول من خلال مقارنة ترصدات أقمار المشتري مع الترصدات المماثلة التي أُجريت في كامبريدج في إنجلترا. انتُخب في عام 1768 لعضوية الجمعية الأمريكية للفلسفة المُعاد إحياؤها.

## العائلة
تزوج هوبكنز من ساره سكوت في عام 1726، وهي ابنة سيلفانوس سكوت وجوانا جينكس ومن سلالة مستوطني مزارع بروفيدنس ريتشارد سكوت وكاثرين ماربوري، والشقيقة الصغرى للمعارضة الدينية الشهيرة آن هاتشينسون. كان ريتشارد سكوت أول كويكر (صاحبيّ) في بروفيدنس. أنجب هوبكنز سبعة أطفال، عاش خمسة منهم حتى سن البلوغ. توفيت زوجته في 9 سبتمبر 1753 عن عمر يناهز 46 عامًا، وتزوج هوبكنز من ابنة بنيامين سميث، آن سميث، ولم ينجبا أطفالًا. أصبح شقيق هوبكنز الأصغر إسيك هوبكنز أول قائد عام للبحرية القارية، وأصبح شقيقه ويليام تاجرًا مشهورًا. وكان قريبه جيميما ويلكنسون واعظًا صاحبيًّا وصديقًا له.

## روابط خارجية
- ستيفن هوبكينز على موقع الموسوعة البريطانية (الإنجليزية)